# ریدرز دایجست
ریدرز دایجست (به انگلیسی:reader's digest) ماهنامه‌ای است مورد علاقه عموم مردم به ویژه خانواده‌ها که به مسائلی نظیر بهداشت و سلامت، سینما، داستان، اقتصاد، اجتماع، روابط و دوستی، سرگرمی، ورزش، طنز، آشپزی و… می‌پردازد، این نشریه از پرتیراژترین نشریات جهان محسوب می‌شود و برای مهاجرانی چاپ شد که می‌خواستند با فرهنگ آمریکا آشنا شوند. این ماهنامه اکنون دهه هاست سمبولی از زندگی و فرهنگ آمریکایی به‌شمار می‌آید. سبک سنتی و مثبت گرای ریدرز دایجست این نشریه را به یکی از محبوب‌ترین نشریات تبدیل کرده‌است. جکی لیو، سردبیر ارشد ریدرز دایجست می‌گوید: 
این نشریه را همه جا می‌توان یافت. این نشریه در اندونزی، هند، اروپای شرقی، روسیه، لهستان و رومانی، آمریکای لاتین و بسیاری کشورهای دیگر وجود دارد
بنیانگذاران این نشریه لی لا بل والاس (به انگلیسی: Lila Bell Wallace) و دویت والاس (به انگلیسی:DeWitt Wallace) هستند. این ماهنامه در سال ۱۹۲۲ در منطقه چاپاکوآی نیویورک در ایالات متحده آمریکا (به انگلیسی: Chappaqua, New York, United States) آغاز به کار کرد. تا پیش از اینکه مجله بتر هوم اند گاردنز (به انگلیسی:Better Homes and Gardens) در سال ۲۰۰۹ بتواند پرفروش‌ترین مجله معرفی گردد، مجله ریدرز دایجست عنوان دار پرفروش‌ترین مجله در آمریکا بود.
بنا بر پژوهشی از مدیا مارک، این ماهنامه با هواداران خود که بیشتر زنان خانه‌دار هستند توانست درآمدش را به میزان بالایی افزایش دهد که این میزان ۱۰۰٬۰۰۰ دلار آمریکا بیشتر از مجموع درآمدهای نشریه‌هایی نظیر فورچون، وال استریت جورنال، بیزینس ویک و آی ان سی می‌باشد. از ویژگی‌های این مجله، انتشار آن در ۷۰ کشور با ۴۰ میلیون نفر مخاطب و ۲۱ زبان در ۵۰ ویراست متفاوت می‌باشد. این مجله در سراسر دنیا ماهانه شمارگانی برابر ۱۷ میلیون نسخه دارد. این نشریه به صورت خط بریل، مجله صوتی، دیجیتال و همچنین در ابعاد چاپی بزرگ نیز منتشر می‌شود. ابعاد این مجله نصف ابعاد عموم مجله‌های منتشر شده در آمریکا است. «آمریکا در جیب توست» به انگلیسی: «America in your pocket» شعار این مجله در تابستان سال ۲۰۰۵ انتخاب شد ولی در ژانویه سال ۲۰۰۸ این شعار به «همفکری در زندگی به نحو احسن» به انگلیسی: «life well shared» تغییر پیدا کرد.

## شروع و توسعه

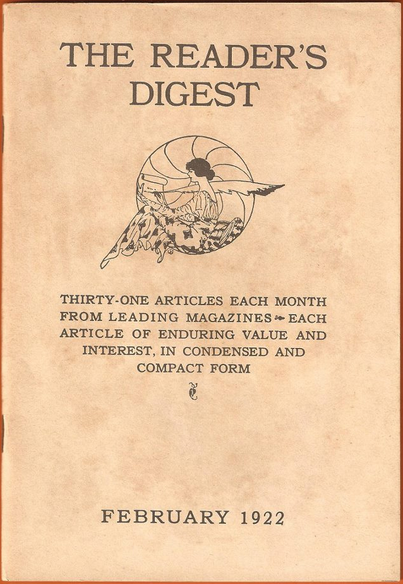
روی جلد نخستین شماره در ۱۹۲۲

پس از جنگ جهانی اول، فکر انتشار مجله ریدرز دایجست به ذهن دویت والس خطور کرد، او مقاله‌های گوناگون و مورد علاقه خود را از مجله‌های متنوع گردآوری کرد و با ویرایش و خلاصه‌نویسی و نهایتاً ترکیب آن‌ها مجله تازه‌ای را بنیان نهاد. در سال ۱۹۳۸ اولین نسخه غیر آمریکایی آن در بریتانیا به قیمت ۲ شیلینگ فروخته شد. دویت والس در ابتدا امیدوار بود تا درآمد ناشی از مجله‌اش به ۵٬۰۰۰ دلار برسد. تداوم ارزیابی دقیق بنیانگذار ریدرز دایجست از ظرفیت بازار فروش و علاقه‌مندی‌های مخاطبین، مقدمات رشد و گسترش این نشریه را به وجود آورد. در سال ۱۹۲۹ یعنی هفت سال پس از تأسیس ریدرز دایجست، تعداد مشترکین آن به ۲۹۰٬۰۰۰ نفر افزایش پیدا کرد و درآمد ناخالص آن نیز از مرز ۹۰۰٬۰۰۰ دلار در سال گذشت. در چهلمین سالگرد تأسیس مجله، تعداد ۴۰ ویراست در ۱۳ زبان به همراه ویراست خط بریل در کشورهای مختلف چاپ می‌شد. در اسپانیا، مکزیک، کانادا، پرو، سوئد و برخی کشورهای دیگر این نشریه جمعاً دارای شمارگان ۲۳ میلیون نسخه می‌باشد. یکی از مقالات مشهور این ماهنامه ورد پاور (به انگلیسی:Word Power) است که نخستین بار در زمستان سال ۱۹۴۵ توسط ویلفرد جی فانک (به انگلیسی: Wilfred J. Funk) منتشر شد. در سال ۱۹۵۲ مقالاتی در مورد سرطان ریه و مضرات سیگار به انتشار درآمد که مورد استقبال مخاطبین قرار گرفت. از سال ۲۰۰۲ تا ۲۰۰۶ یک دوره مسابقات در سرتاسر آمریکا تحت عنوان مسابقات رقابتی واژگان ریدرز دایجست (به انگلیسی: Reader's Digest National Word Power Challenge) با مدیریت این نشریه برگزار گردید البته ذر سال‌های ۲۰۰۷ و ۲۰۰۸ این مسابقه برگزار نگردید. در سال ۲۰۰۶ مجله به زبان‌های اسلوونیایی، کرواتی و رومانیایی، در سال ۲۰۰۷ به زبان صربی و در سال ۲۰۰۸ به زبان چینی منتشر گردید. در سال ۲۰۰۷ امتیاز حق نشر مجله در ایتالیا باطل شد. در سال ۲۰۱۰ مدیران مجله تصمیم گرفتند ویراست آمریکایی آن را از شمارگان ۸میلیون نسخه به ۵/۵ میلیون نسخه کاهش دهند، همچنین تعداد دفعات چاپی آن نیز از ۱۲ بار در سال به ۱۰ بار در سال کاسته شد البته ویراست دیجیتالی نشریه توسعه پیدا کرد. کمتر پرداختن به موضوع ستارگان سینما، ورزش، مد و … و برعکس آن بیشتر پرداختن به داستان‌های امید بخش و فرا مادی و سرگذشت‌های نظامی، یکی دیگر از خط مشی‌های ریدرز دایجست بود.

## ساختار سازمانی و مالکیت مجله
منشأ و مولد مجله ریدرز دایجست شرکت ریدرز دایجست اسوسییشن (The Reader's Digest Association, Inc) است، این شرکت در سال ۱۹۹۰ به یک شرکت بین‌المللی تبدیل گردید. بنیانگذاران این شرکت، لی لا بل والاس و دویت والاس هستند، این شرکت در سال ۱۹۲۲ در منطقه چاپاکوآی نیویورک در ایالات متحده آمریکا (به انگلیسی: Chappaqua, New York, United States) آغاز به کار کرد. این سازماندهی شهرتش را از مهترین و ارزشمندترین نشریه خود که همان ریدرز دایجست است، به دست آورده‌است. شرکت ریدرز دایجست اسوسییشن به دلیل انتشار ۵۰ ویراست متفاوت مجله ریدرز دایجست با زبان‌های گوناگون و همچنین نشر کتب مفید، تولید دی وی دی‌های کاربردی، عرضه محصولات موسیقی آموزنده و طراحی پایگاه‌های اینترنتی پربیننده، پله‌های رشد و ترقی را تا تبدیل شدن به یک غول مطبوعاتی پیمود. این شرکت به احتساب همه ویراست‌های بین‌المللی خود جمعاً ناشر ۹۲ مجله برون مرزی دیگر است.

## مقالات
- عنوان برخی مقالات ارائه شده در مجله:[۳]
- Outrageous
- dHere's the Deal
- Ask Laskas

## سرفصل‌ها
- عنوان برخی سرفصل‌های ارائه شده در مجله:
- React
- The Digest
- Around the World with One Question
- Heroes
- Make It Matter
- Off Base
- work
- Health
- Eater's Digest
- Quotes
- Word Power
- Puzzler
- Life
- Last Laugh
- Q & A[۳]

## آغاز سال انتشار در برخی از کشورها
- ۱۹۳۸ (میلادی)- بریتانیا
- ۱۹۴۰ (میلادی)- آمریکای لاتین (به زبان اسپانیولی)
- ۱۹۴۲ (میلادی)- برزیل
- ۱۹۴۳ (میلادی)- سوئد
- ۱۹۴۵ (میلادی)- فنلاند
- ۱۹۴۶ (میلادی)- استرالیا - دانمارک - ژاپن
- ۱۹۴۷ (میلادی)- نروژ - فرانسه - بلژیک (به زبان فرانسوی)
- ۱۹۴۸ (میلادی)- آلمان _ ایتالیا - کانادا (به زبان فرانسوی و انگلیسی)
- ۱۹۵۰ (میلادی)- آرژانتین - زلاندنو
- ۱۹۵۲ (میلادی)- اسپانیا - اتریش
- ۱۹۵۴ (میلادی)- هند (به زبان انگلیسی)
- ۱۹۵۷ (میلادی)- هلند
- ۱۹۶۵ (میلادی)- هنگ کنگ (به زبان انگلیسی) - جنوب شرق آسیا (به زبان چینی)
- ۱۹۶۸ (میلادی)- بلژیک - دانمارک
- ۱۹۷۱ (میلادی)- پرتقال - منطقه‌ای اسپانیولی زبان در آمریکا (به زبان اسپانیولی)
- ۱۹۷۸ (میلادی)- کره جنوبی
- ۱۹۹۱ (میلادی)- مجارستان - روسیه
- ۱۹۹۳ (میلادی)- جمهوری چک
- ۱۹۹۵ (میلادی)- لهستان
- ۱۹۹۶ (میلادی)- تایلند
- ۱۹۹۷ (میلادی)- اسلواکی
- ۲۰۰۴ (میلادی)- اندونزی
- ۲۰۰۵ (میلادی)- رومانی، اسلوونی، کرواتی، بلغارستان
- ۲۰۰۷ (میلادی)- بوسنی، صربستان، اوکراین
- ۲۰۰۸ (میلادی)- چین[۴]